# Kurgan
Kurgan (rusko: Курган, IPA: [kʊrˈgan]) je največje mesto in upravno središče Kurganske oblasti na jugu Uralskega federalnega okrožja v Rusiji. Leta 2021 je imel 310.911 prebivalcev.
Do leta 1782 je nosil Kurgan ime Carjevo Gorodišče.
V mestu je podjetje Kurganmašzavod, ki izdeluje oklepnike BMP-1, BMP-2 in BMP-3 za Oborožene sile Ruske federacije.

## Zgodovina
Na tej točki je Timofej Nevežin, kmet iz Tjumna, ustanovil urbano naselje med letoma 1659 in 1662 kot Carjevo Gorodišče (Царёво Городи́ще, v ruščini Carjeva trdnjava). V naslednjih letih se je razvilo v utrjeno mesto. Služilo je kot obmejna postojanka in njegov utrjen položaj mu je omogočil, da je branil druga ruska naselja od nomadskih napadov. Ne glede na to, naselje ni bilo vedno zmožno ubraniti se takih napadov in je bilo večkrat ropano in požgano.
Katarina Velika je leta 1782 mestu podelila mestne pravice in takrat je mesto prejelo trenutno imet ter je postalo sedež ujezda. Sedanje ime prihaja iz velikega kurgana (gomilno grobišče) blizu prvotnega naselja.
17. marca 1785 je mesto prejelo grb, leta 1943 pa je postalo upravni center Kurganske oblasti. Leta 1982 je bil Kurgan odlikovan z redom rdeče delavske zastave.

## Podnebje
Kurgan ima vlažno celinsko podnebje (Köppen Dfb). Nanj vpliva Sibirski anticiklon in ima razmeroma suho podnebje. Zime so mrzle, čeprav ne ostre po sibirskih merilih. Poletja so različna, vendar razmeroma mila, čeprav lahko vročinski vali prinesejo temperaturo močno nad 26 °C, povprečno julijsko maksimalno temperaturo.